# أولاد عبدون الشرقيين (أولاد عبدون)
أولاد عبدون الشرقيين هي إحدى مشيخات المملكة المغربية، تتبع جغرافيا لإقليم خريبكة وإداريًا لأولاد عبدون. يقدر عدد سكانها بـ 5582 نسمة حسب الإحصاء الرسمي للسكان والسكنى لسنة 2004.